# 北貝里克 (緬因州普查規定居民點)
北貝里克（英語：North Berwick）是位於美國緬因州約克縣的一個普查規定居民點。

## 人口
根據2020年美國人口普查的數據，北貝里克的面積為8.74平方千米，當中陸地面積為8.74平方千米，而水域面積為0.00平方千米。當地共有人口1721人，而人口密度為每平方千米196.91人。